# Городній Михайло Федорович
Михайло Федорович Городній (нар. 19 грудня 1962 року в селі Кушниця Іршавського району Закарпатської області) — український науковець-математик, доктор фізико-математичних наук, професор кафедри інтегральних та диференціальних рівнянь Київського національного університету імені Тараса Шевченка

## Життєпис
У 1984 році з відзнакою закінчив механіко-математичний факультет Київського державного університету ім. Т. Г. Шевченка за спеціальністю «математика». З 1984 по 1988 рік заочно навчався в аспірантурі при кафедрі математичного аналізу Київського державного університету ім. Т. Г. Шевченка. В 1988 році під керівництвом професора А.Я. Дороговцева захистив  кандидатську дисертацію на тему «Деякі теореми типу принципу інваріантності в банаховому просторі».  З 2000 по 2003 рік навчався в докторантурі Київського національного університету імені Тараса Шевченка. В 2004 році захистив докторську дисертацію на тему «Властивості розв’язків різницевих і диференціальних рівнянь та їх стохастичних аналогів у банаховому просторі» (науковий консультант – академік НАН України М. О. Перестюк). 
З 1984 по 1989 рік працював в Інституті кібернетики ім. В. М. Глушкова АН УРСР. З 1989 року працює на механіко-математичному факультеті Київського національного університету імені Тараса Шевченка на таких посадах: 1989–2000, 2003–2006 – асистент, доцент, професор кафедри математичного аналізу; 2006–2007 – завідувач кафедри геометрії; 2007 –2019 – декан механіко-математичного факультету; 2019 –2022 –  професор кафедри геометрії, топології і динамічних систем; з 2022 по теперішній час – професор кафедри інтегральних та диференціальних рівнянь. 
У 1995 році одержав вчене звання доцента, а у 2007 – професора.
Сфера наукових інтересів – дослідження властивостей розв’язків диференціально-операторних і різницево-операторних рівнянь та їх стохастичних аналогів.  Автор понад 70 наукових праць.
Читав лекції з математичного аналізу, функціонального аналізу, теорії міри та інтеграла Лебега, аналітичної геометрії. Підготував 1 доктора, 6 кандидатів наук та 1 доктора філософії.
Член редколегії наукового журналу «Вісник Київського університету. Серія: математика, механіка». Був головою спеціалізованої вченої ради по захисту кандидатських і докторських дисертацій Д 26.001.37 при Київському національному університеті імені Тараса Шевченка. Є членом спеціалізованої докторської ради Д 26.002.31 при Національному технічному університеті України «Київський політехнічний інститут імені Ігоря Сікорського».

## Громадська діяльність
Академік АН ВШ України з 2023 року за науковим відділенням математики.

## Відзнаки
Соросівський доцент (1998), Відмінник освіти України (2008), Заслужений діяч науки і техніки України (2009).

## Основні публікації
Основні публікації
1. Horodnii M. Bounded Solutions of a Difference Equation with Piecewise Constant Operator Coefficients. 2024, Journal of Mathematical Sciences (United States), 279, pp. 330–342.
2. Horodnii M., Pecherytsia O. Bounded Solutions of a Second-Order Differential Equation with Piecewise-Constant Operator Coefficients. 2024, Journal of Mathematical Sciences (United States), 282, pp.935–943.
3. Horodnii M.F. Vandermonde Operator and Bounded Solutions of Difference Equations. 2023, Journal of Mathematical Sciences (United States), 274, pp. 833–840.
4. Horodnii M.F. Linear differential equations of higher orders in a Banach space and the Vandermonde operator. 2022, Methods of Functional Analysis and Topology, v. 28, no. 4, pp. 295–301.
5. Horodnii M.F. Bounded and summable solutions of a difference equation with piecewise-constant operator coefficients. 2022, Ukrainian Mathematical Journal, 74(7), pp. 1063-1072.
6. M. Horodnii, V. Kravets. Bounded in the mean solutions of a second-order difference equation. 2021, Modern Stochastics: Theory and Applications, v.8, N 4, pp. 465 – 474.
7. Gorodnii M. F., Gonchar I. V. Bounded in the mean of order p solutions of a difference equation with jump of an operator coefficient. 2019, Theory of probability and mathematical statistics, v.101, pp. 93-97 (in Ukrainian).
8. Horodnii M.F. Existence of Solution of the Dirichlet Problem for the Heat Conduction Equation with General Stochastic Measure. 2019, Journal of Mathematical Sciences (United States), 240(3), pp. 249-255.
9. Gorodnii, M.F. Chaikovskii, A.V. A generalization of the concept of sectorial operator. 2006, Sbornik Mathematics 197(7-8), pp. 977-995.
10. Gorodnii, M.F. Bounded and periodic solutions of a difference equation and its stochastic analogue in Banach space. 1991, Ukrainian Mathematical Journal, 43(1), pp. 32-37.
11. Gorodnii, M.F. Limit behavior of the solutions of a stochastic difference equation in Hilbert space. 1989, Dokl. Math., 38:1, pp. 6-8.
12. Gorodnii, M.F., Podkolzin, G.B. Irreducible representations of a graded Lie algebra, in: Spectral Theory of Operators and Infinite-Dimensional Analysis. 1984, Institute of Mathematics, Academy of Sciences of Ukraine, Kiev, pp. 66– 77 (in Russian).